# Saint-Jean-de-la-Croix
Saint-Jean-de-la-Croix ist eine französische Gemeinde mit 225 Einwohnern (Stand: 1. Januar 2022) im Département Maine-et-Loire in der Region Pays de la Loire. Sie gehört zum Arrondissement Angers und zum Kanton Les Ponts-de-Cé. Die Einwohner werden Jeanicruciens genannt.

## Geographie
Saint-Jean-de-la-Croix liegt etwa sechs Kilometer südsüdwestlich  von Angers an der Loire. Umgeben wird Saint-Jean-de-la-Croix von den Nachbargemeinden Sainte-Gemmes-sur-Loire im Norden, Mûrs-Erigné im Süden und Osten, Mozé-sur-Louet im Süden sowie Denée im Westen und Südwesten.

## Bevölkerungsentwicklung
| Jahr                       | 1962 | 1968 | 1975 | 1982 | 1990 | 1999 | 2006 | 2018 |
| Einwohner                  | 178  | 181  | 178  | 173  | 179  | 239  | 237  | 229  |
| Quellen: Cassini und INSEE |      |      |      |      |      |      |      |      |

## Sehenswürdigkeiten

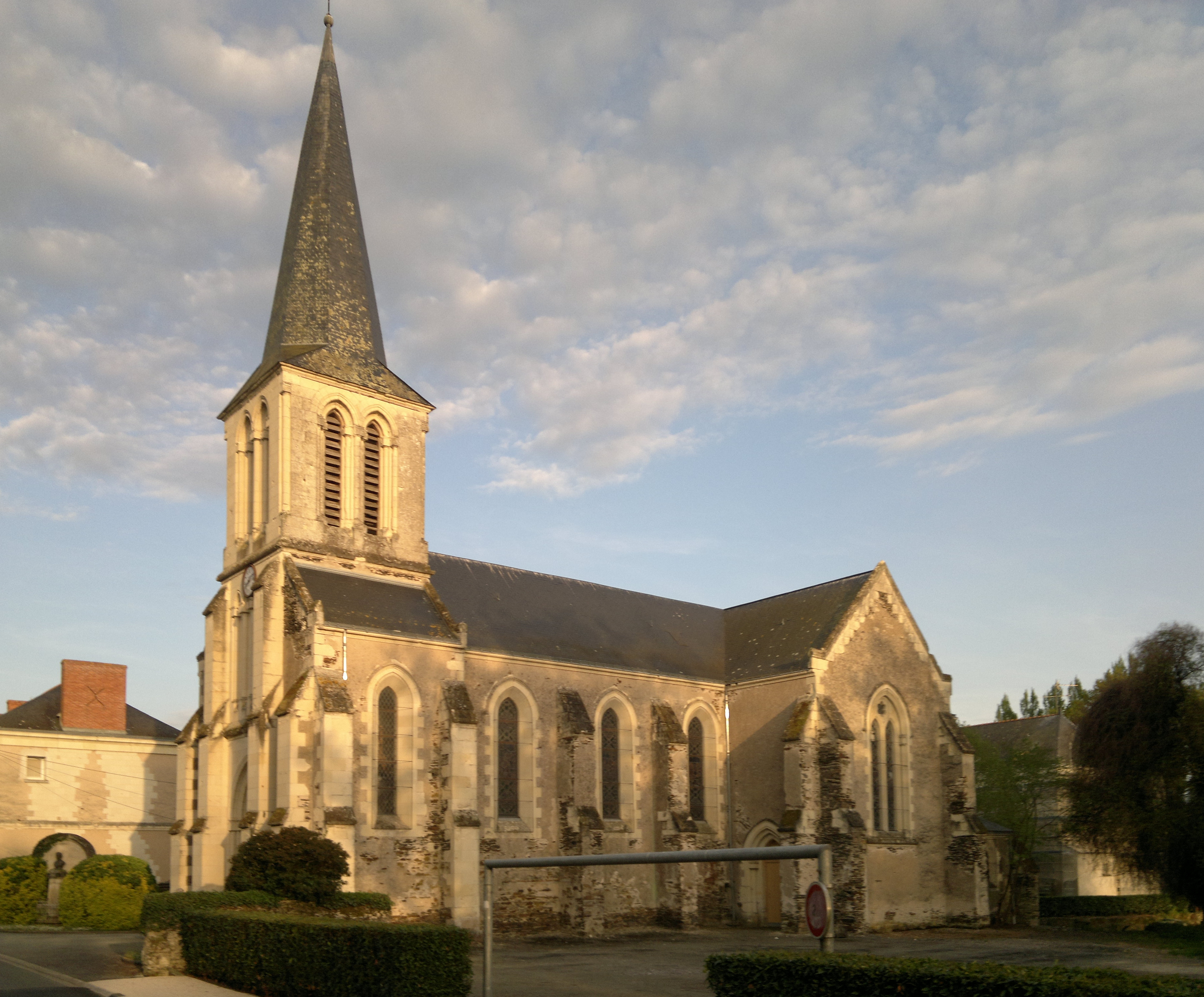
Kirche Saint-Jean-Baptiste

- Kirche Saint-Jean-Baptiste, 1704 erbaut, 1860/61 wiedererrichtet
- Kapelle Notre-Dame-du-Chanvre, 1704 erbaut
- Mühle La Sauterelle